# Dillingen (Luksemburg)
Dillingen (lb. Déiljen) – wieś (Uertschaft) we wschodnim Luksemburgu, w kantonie Echternach, w gminie Beaufort. Do 3 października 2015 miejscowość leżała w dystrykcie Grevenmacher.

## Transport
W latach 1904–1948 przez wieś przebiegała kolej wąskotorowa Grundhof – Dillingen / Beaufort.